# Aglenus brunneus
Aglenus brunneus là một loài bọ cánh cứng trong họ Salpingidae. Loài này được Gyllenhall miêu tả khoa học năm 1813.

## Hình ảnh

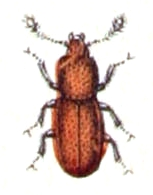